# Tour de David
Cet article concerne la citadelle de Jérusalem. Pour la tour inachevée de Caracas (au Venezuela), voir Centro Financiero Confinanzas.
La Tour de David (hébreu : מגדל דוד, arabe : برج داود), ou Citadelle de Jérusalem, est une ancienne citadelle située à l'angle ouest de la vieille ville de Jérusalem, au nord-ouest du quartier arménien, tout près de la porte de Jaffa.
Cette citadelle destinée à pallier un point faible des défenses de Jérusalem est construite au cours du IIe siècle av. J.-C. par les Hasmonéens, fortifiée par le roi Hérode Ier le Grand, puis détruite et reconstruite successivement par tous les conquérants de Jérusalem : les Romains, les Byzantins, les Arabes, les Seldjoukides, les croisés, les Mamelouks, les Ottomans. Elle est indûment surnommée palais de David par les chrétiens byzantins au IVe siècle, alors qu'elle n'a pas de lien avec lui. Les contours de la citadelle visibles aujourd'hui remontent à l'époque des croisades, alors que les murs actuellement en place sont fortifiés sous le règne de Soliman le Magnifique. De nos jours, la citadelle de Jérusalem est devenu un musée, connu sous le nom de musée de la tour de David. Elle abrite d'importants vestiges archéologiques, et est un lieu d'événements publics tels que des salons d'artisanat et des concerts.

## Construction

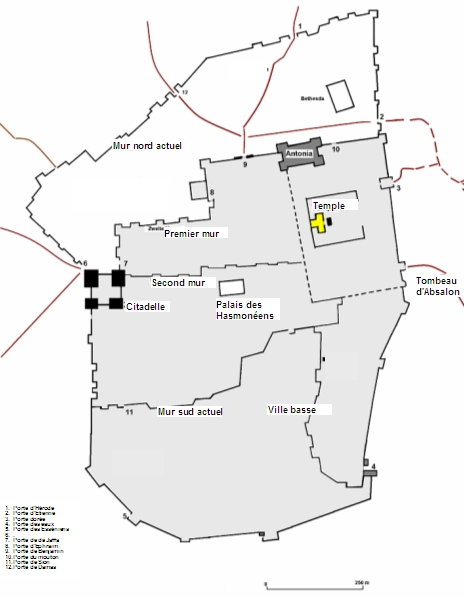
Localisation de la citadelle à l'Ouest de la ville de Jérusalem (Ier siècle).

La citadelle est construite au IIe siècle av. J.-C. avant notre ère par les Hasmonéens. Cette dynastie appelée aussi Maccabées est relatée dans les livres deutérocanoniques conservés par la tradition chrétienne.
À la fin du Ier siècle av. J.-C., le roi Hérode Ier y ajoute trois grandes tours pour défendre la ville, mais aussi pour sécuriser son palais situé à proximité. Les tours portaient les noms de Mariamne (la deuxième femme d’Hérode qu’il fait exécuter pour avoir prêté crédit au discours calomnieux de sa sœur Salomé à propos de son épouse ; elle est enterrée dans une cave proche de la tour), Hippicaus (un ami d’Hérode) et Phasaël (en mémoire de son frère qui se suicide alors qu'il vient d'être fait prisonnier). Aujourd’hui, les deux premières tours ont disparu, mais la troisième, la tour de Phasaël existe toujours et l'on peut se promener à son sommet.

## Localisation et accès
La citadelle est depuis l'Antiquité un point repère à Jérusalem, car elle surplombe toute la ville. Elle est située à l'angle ouest de la vieille ville et jouxte la porte de Jaffa, qui est une entrée historique dans l'enceinte de la vieille ville. Des raisons topographiques ont présidé à son emplacement, car elle est au sommet de la colline sud-ouest de la ville, dont l'altitude est supérieure à celle du mont du Temple. Des fortifications érigées sur le site pendant plus de vingt siècles protégeaient l'accès ouest de la ville originelle de Jérusalem. L'accès à la citadelle est protégé par des douves et une porte (porte de la citadelle).
Depuis la tour de Phasaël, une vue à 360° s'offre sur l'ancienne et la nouvelle ville de Jérusalem, le mont des Oliviers, le dôme du Rocher.
Protégée par de hautes murailles et des tours massives, la citadelle est toujours entourée d'un large et profond fossé dont une partie a été récemment comblée. L'entrée se fait à l'est par une porte extérieure, un pont de pierre enjambe le fossé et débouche sur une porte intérieure fortifiée.

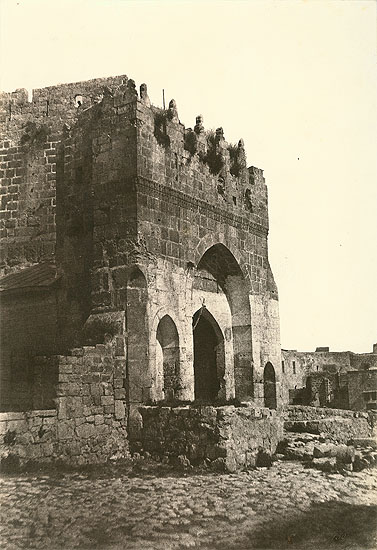
Porte de la citadelle en 1854.
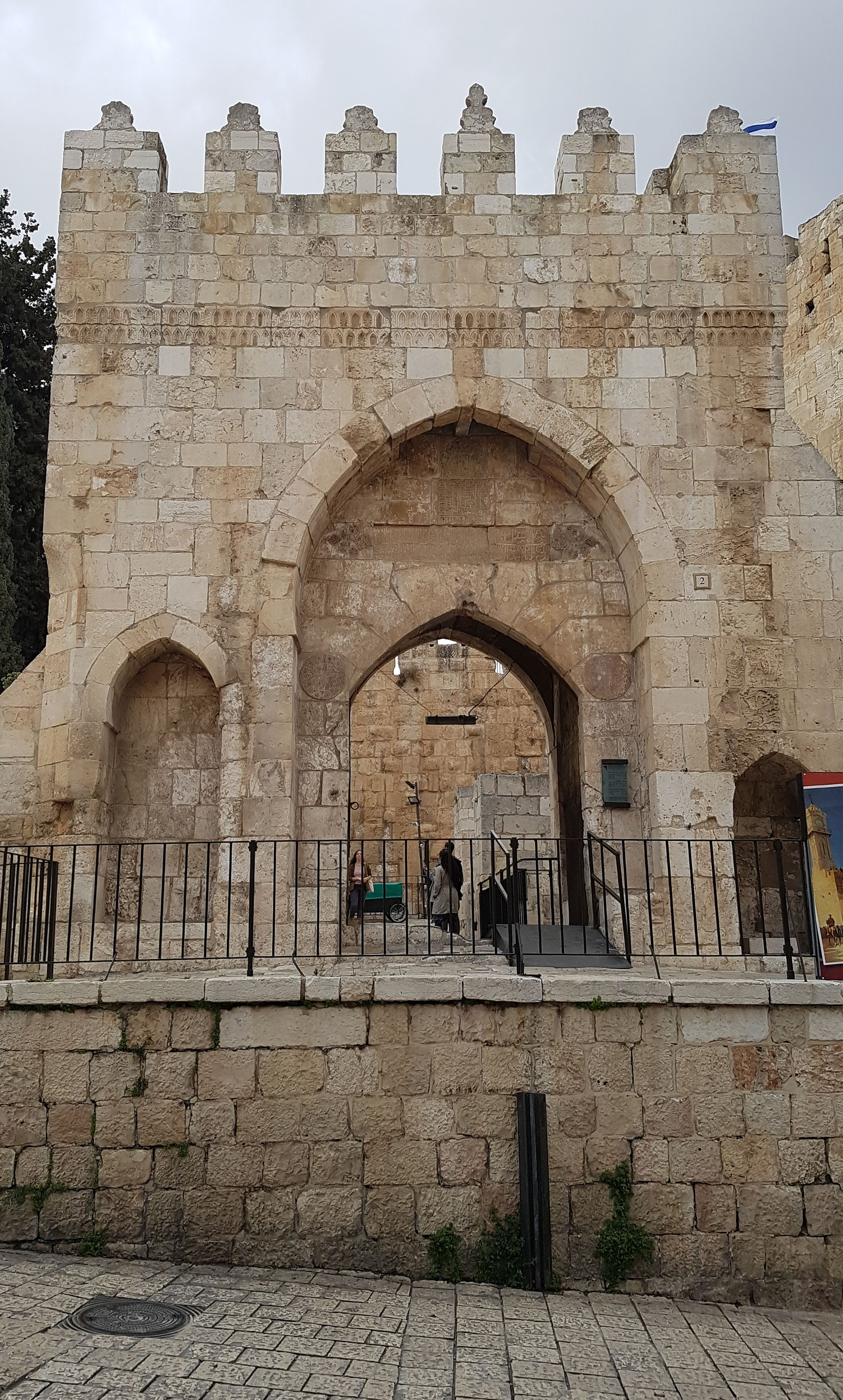
Porte de la citadelle aujourd'hui.
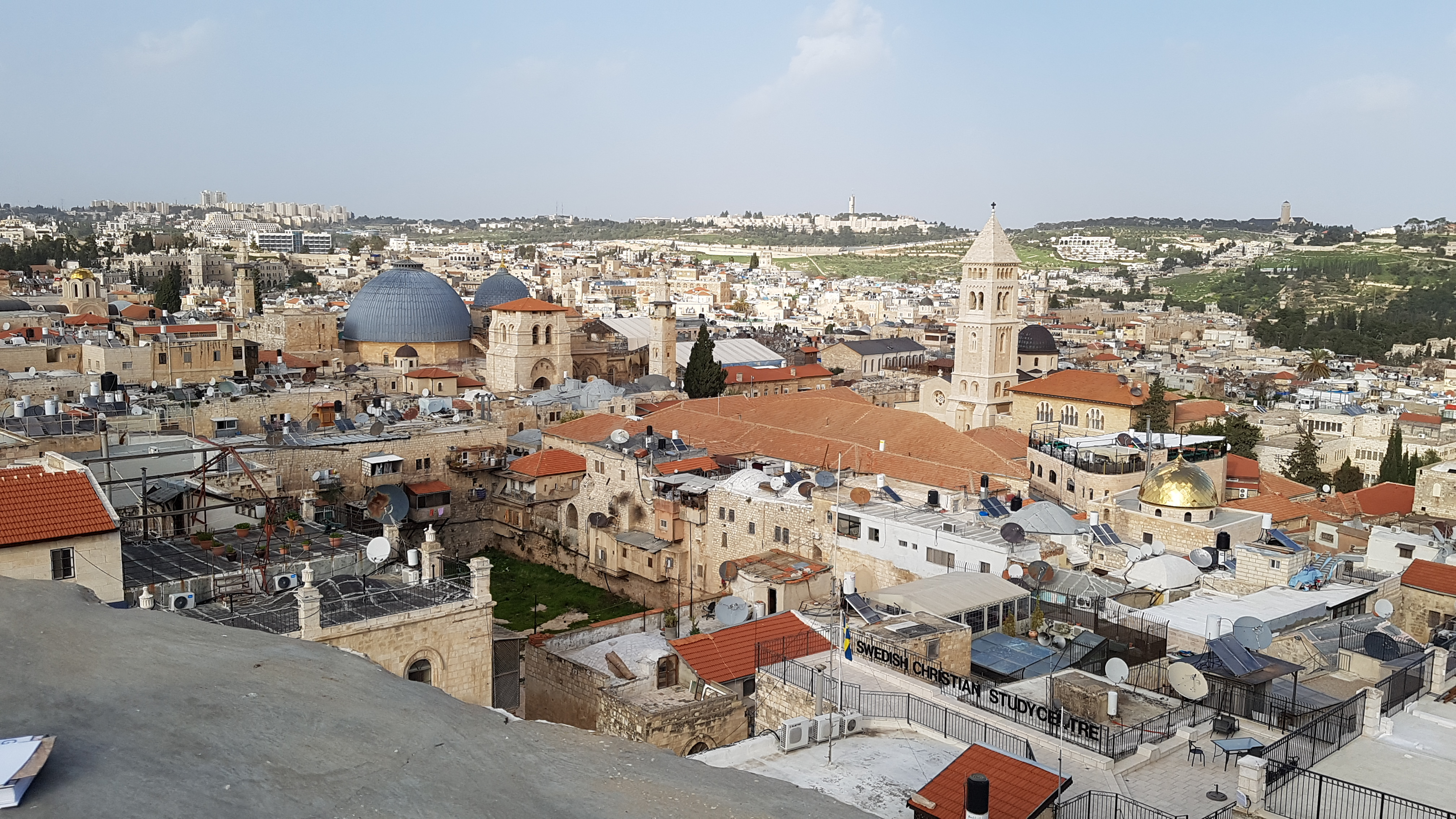
Vue à 360° depuis Phasaël sur l'église du Saint-Sépulcre.
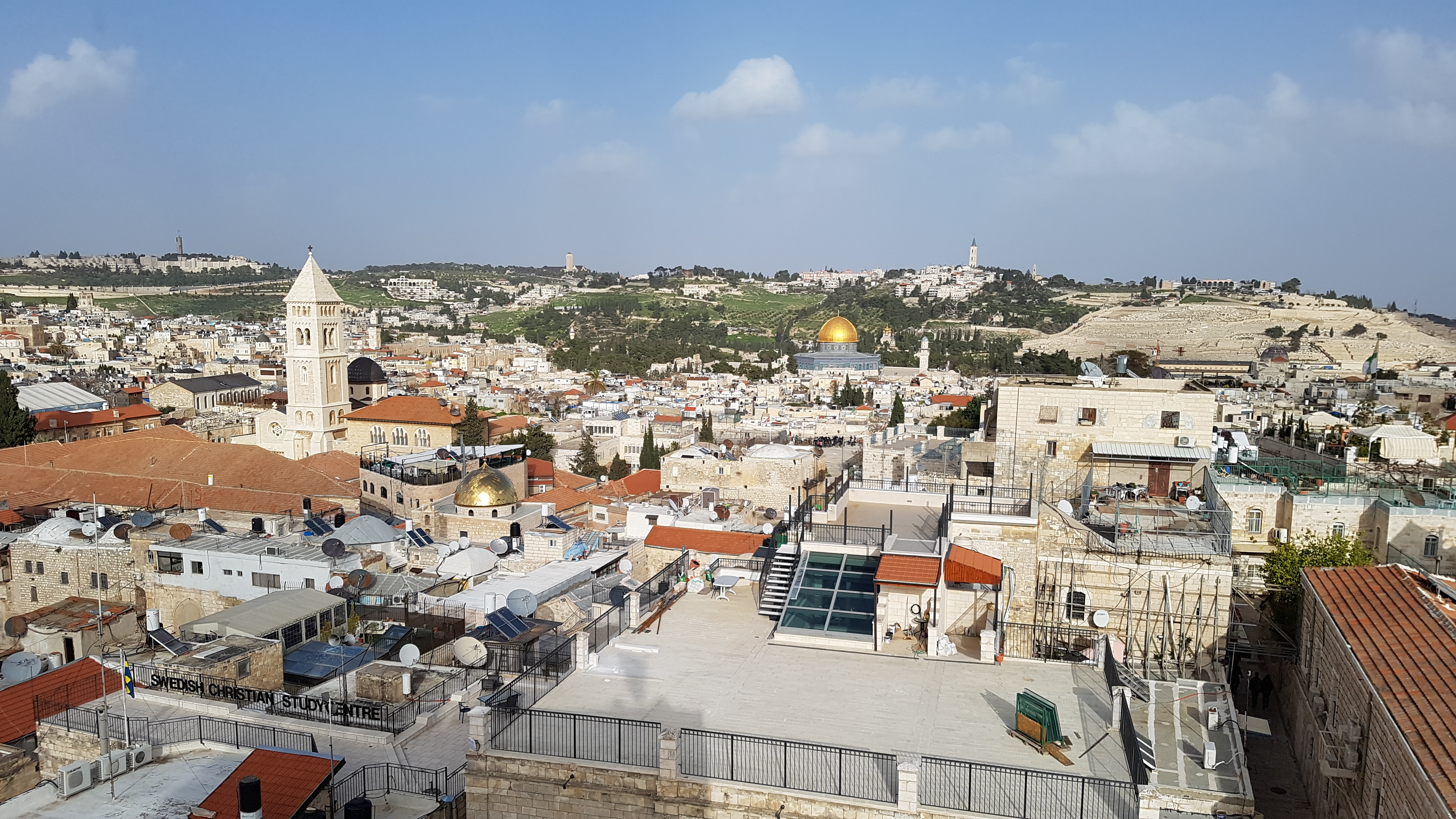
Vue à 360° sur le mont du Temple et le mont des Oliviers.
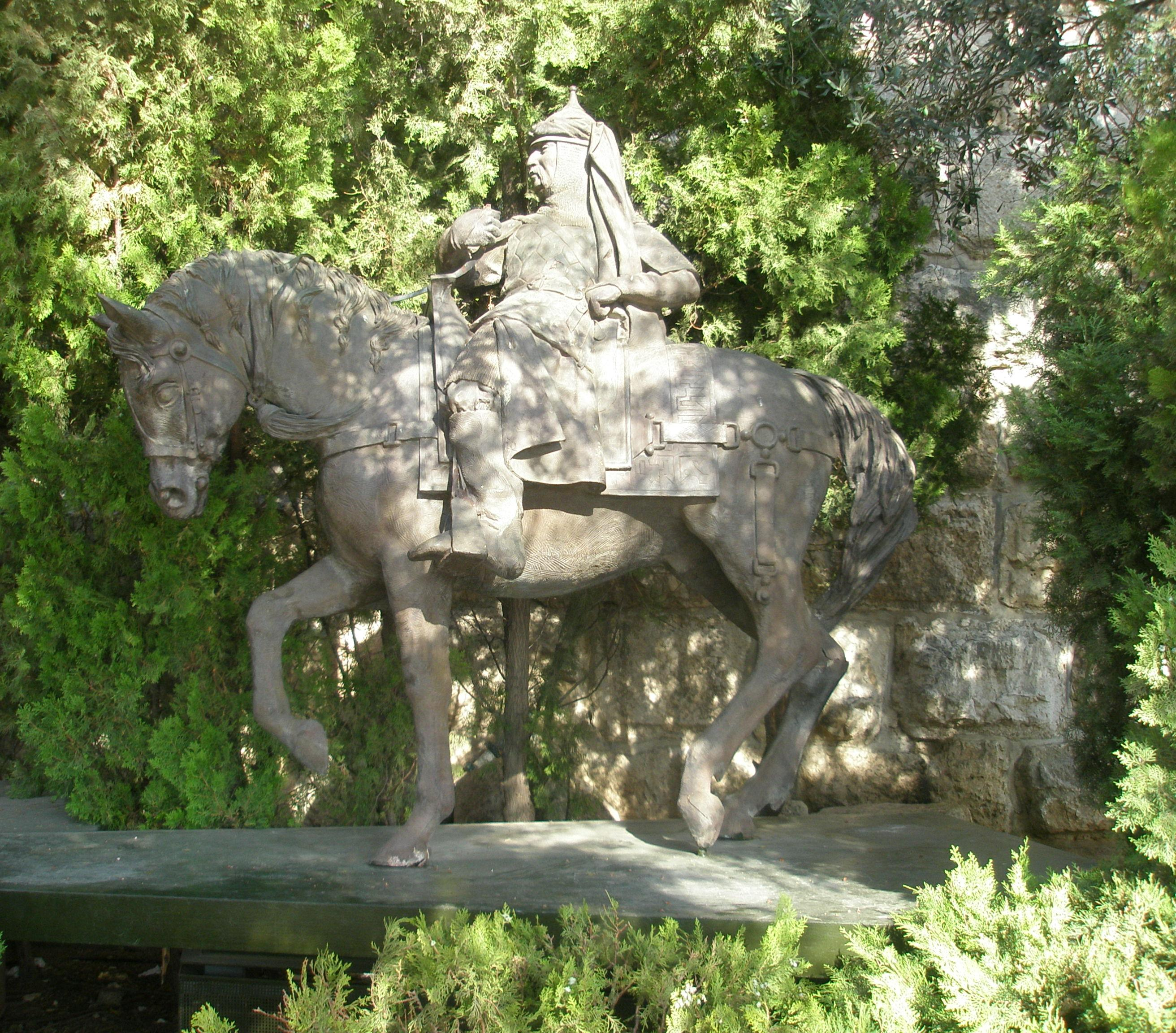
Statue de Saladin à l'extérieur la citadelle de David.

## Étymologie
La citadelle est injustement appelée la tour de David, alors qu'elle n'a pas de lien avec le roi David, le nom réel serait plutôt Citadelle de Jérusalem, mais moins utilisé.

### La première tour de David
Les pèlerins chrétiens de la période byzantine (IVe siècle), voyant la tour de Phasaël, interprétèrent par erreur les écrits de Flavius Josèphe, historiographe judéen du Ier siècle. Ils crurent que cette tour de la citadelle bâtie du temps d'Hérode, avait été construite sur demande du roi David et qu'elle faisait partie de son palais. Plus tard les occupants musulmans l'associèrent aussi au roi David et la dénommèrent, le mirhab Nabi Daud (la niche de prière du prophète David).

### La deuxième tour de David
Au XIXe siècle, quand les Européens se rendirent à Jérusalem pour y trouver des preuves physiques des Écritures, ils repérèrent le minaret ajouté à la citadelle par les Ottomans en 1635, à la mosquée mamelouke située du côté opposé de la tour de Phasaël. Le minaret reçut à son tour le nom de tour de David. La tour s'élève à une hauteur de 20 m.
Aujourd'hui l'ensemble du site de la citadelle porte le nom de tour de David.
La référence à David aurait en réalité une origine beaucoup plus lointaine : on appelait la colline sud-ouest de Jérusalem « la citadelle du roi David » (La Guerre des Juifs V, 3, 1).

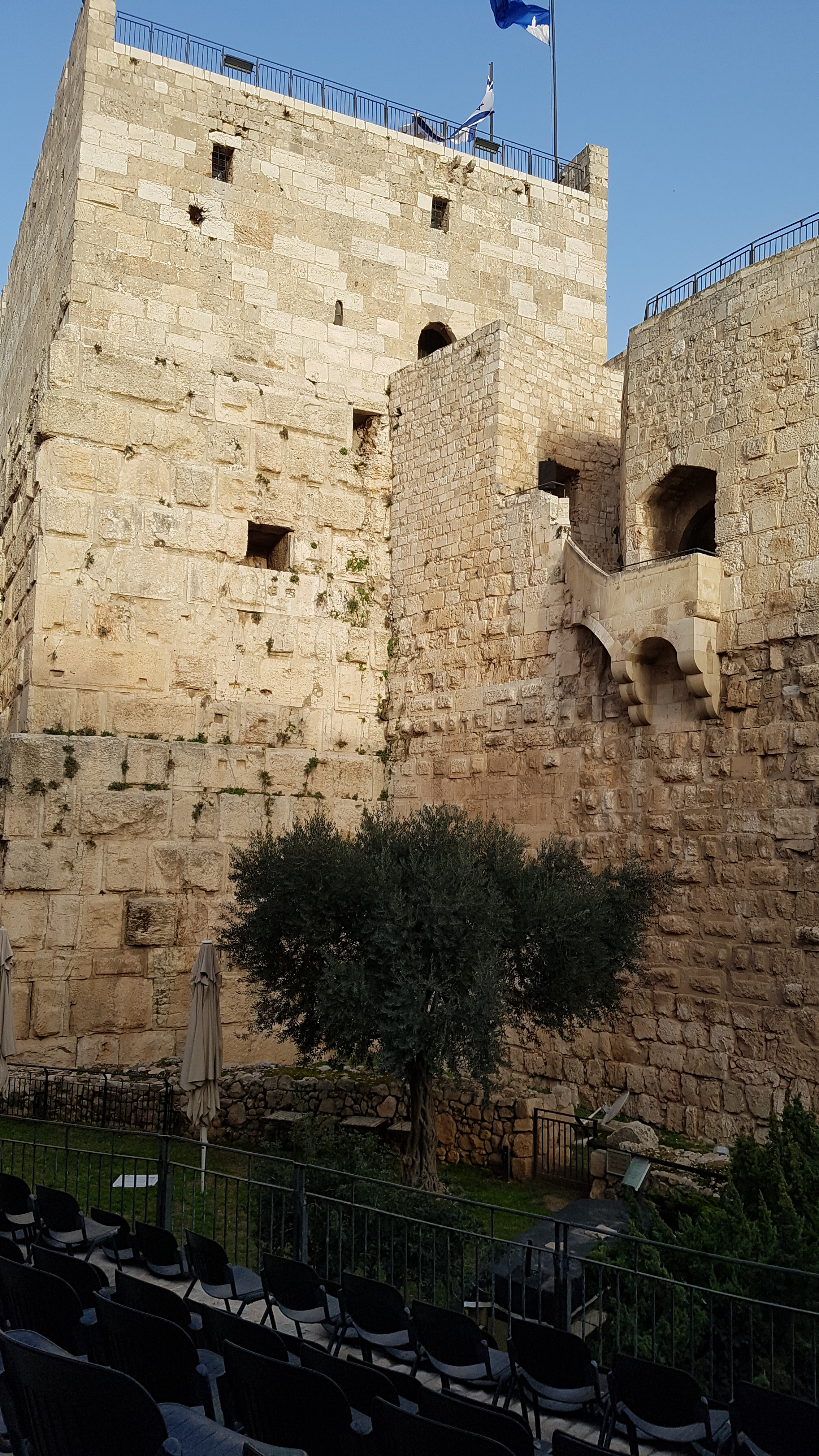
Tour de Phasaël de la citadelle dénommée par les Byzantins du IVe siècle « Tour de David ».
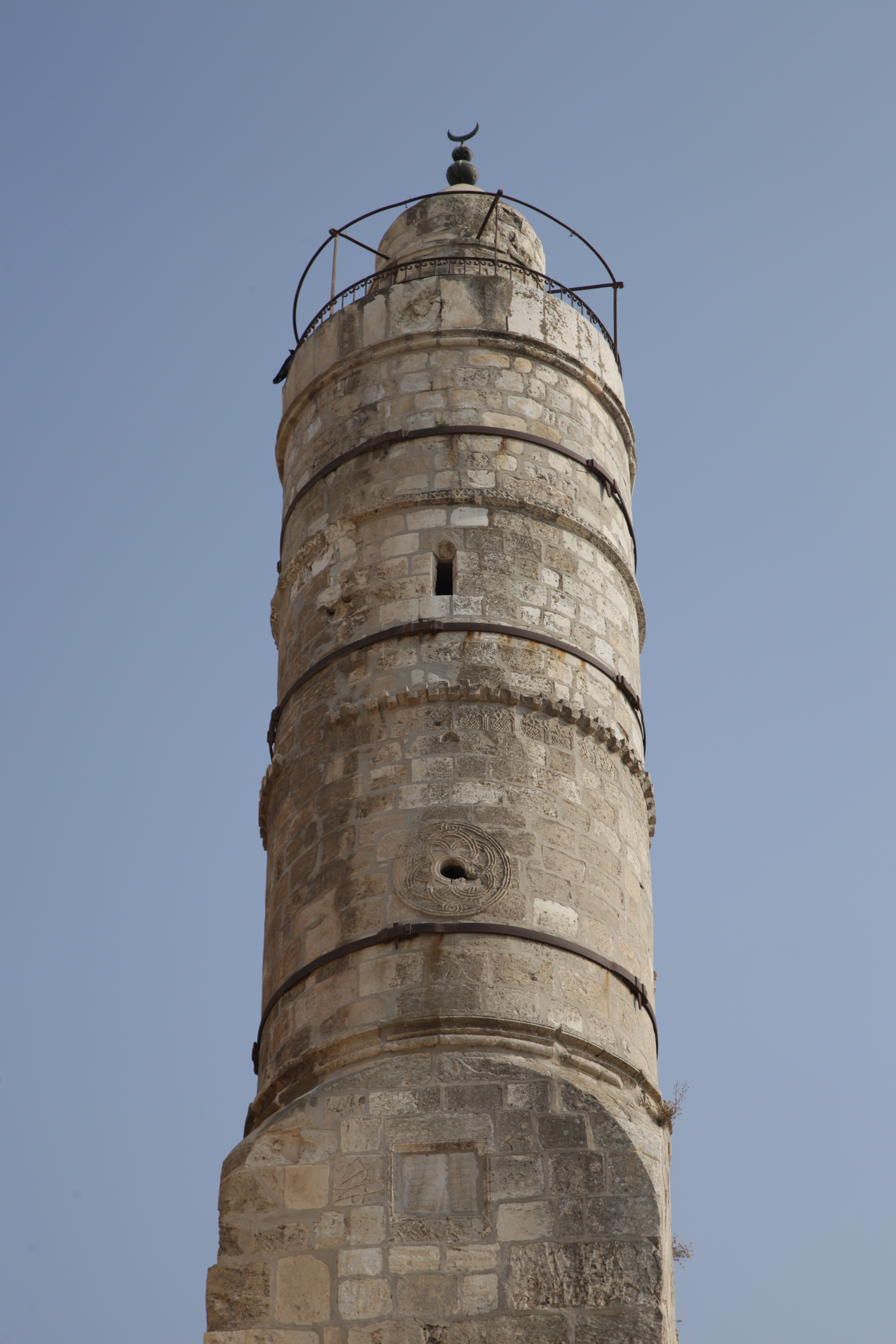
Minaret de la citadelle appelé par les Européens du XIXe siècle « Tour de David ».
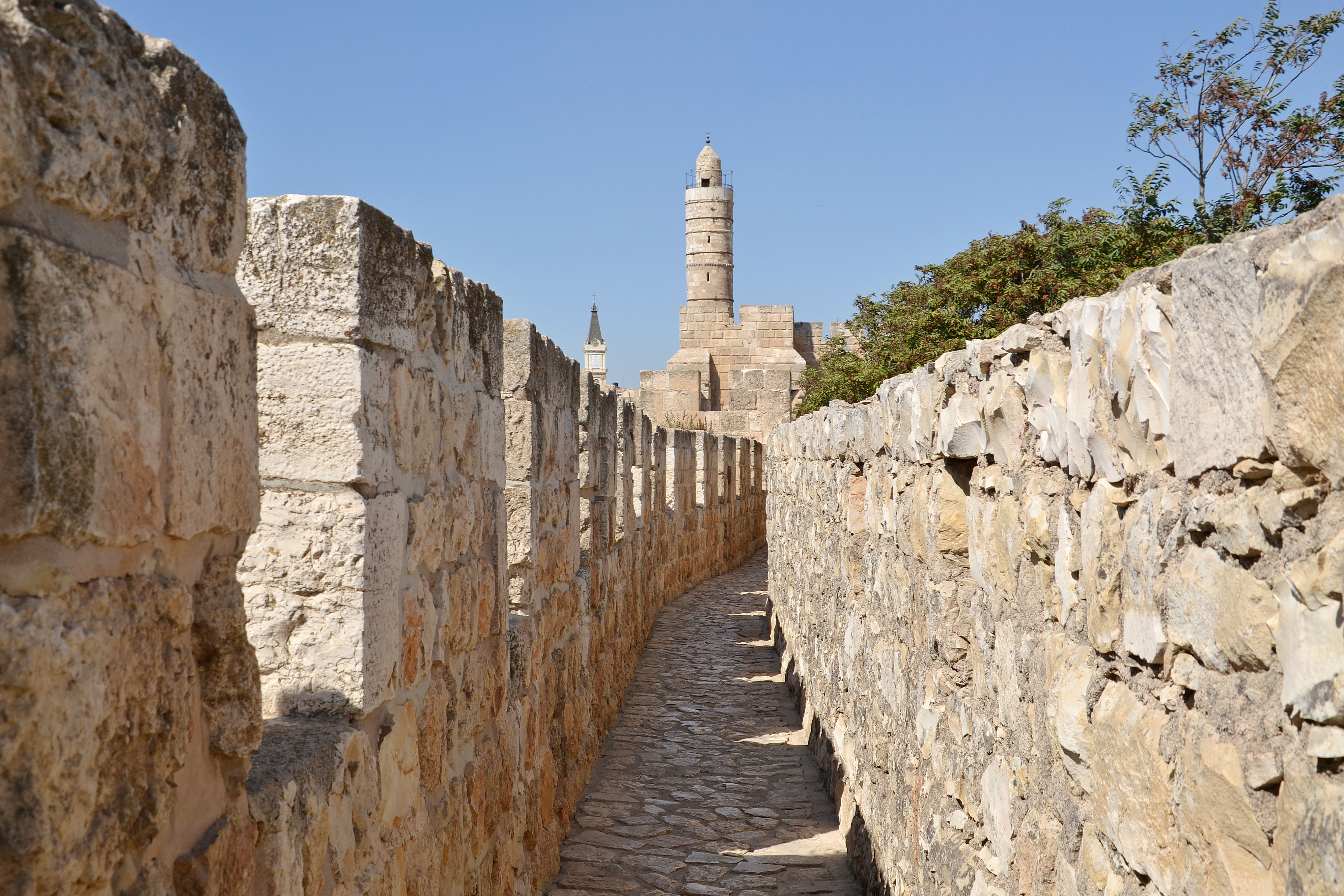
Minaret et murs de Jérusalem.

## La citadelle dans le christianisme
Bien qu'elle ne soit pas mentionnée dans le Nouveau Testament, la citadelle est considérée, dans diverses traditions, comme le lieu de la rencontre entre Jésus de Nazareth et Hérode Antipas que relate l'évangile selon Luc (Lc 23:6-12).
En effet, la citadelle protège le palais familial d'Hérode Le Grand (en), palais dont hérite sa descendance, notamment Hérode Antipas. Les fouilles entreprises depuis 1999 au sud de la tour de David ont révélé des vestiges qui pourraient être ceux du palais
Pour soutenir que Jésus a bien été crucifié sur le rocher retrouvé sous le Temple de Vénus après sa destruction au IVe siècle, lieu aujourd'hui de la basilique du Saint-Sépulcre, une partie de l’exégèse confessionnelle estime que le Preatorium de Pilate se trouvait aussi dans le palais hérodien. La tradition moderne fixe pourtant le lieu du procès de Jésus dans la forteresse Antonia, proche du calvaire de Gordon. L'Antonia, au nord-est de la ville, près du mont du Temple, abritait une garnison romaine. Elle était aussi le siège des gouverneurs romains de Judée lorsque ceux-ci venaient à Jérusalem.

## Occupations successives de la citadelle

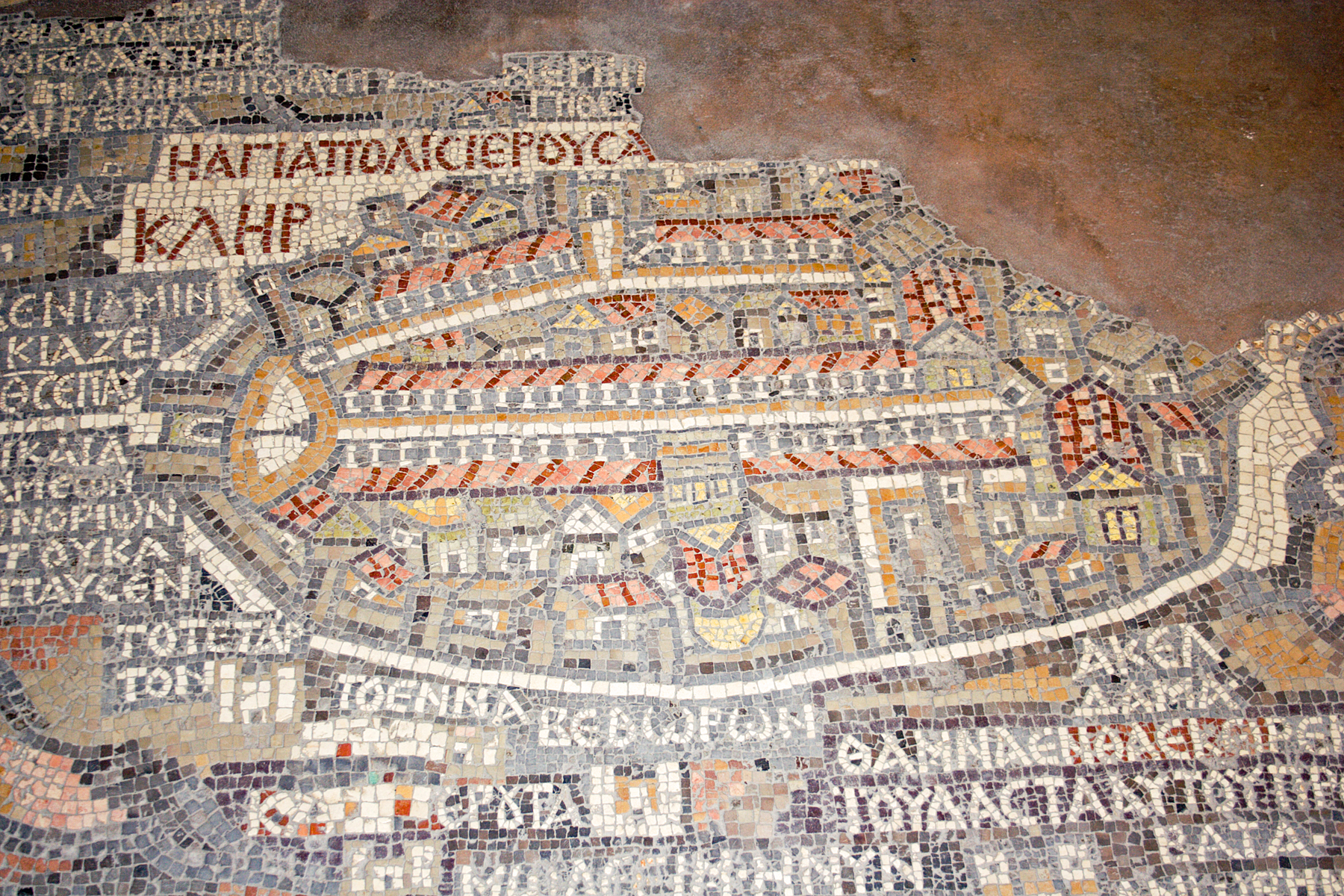
Mosaïque de l'église Saint-Georges de Madaba (Jordanie) représentant Jérusalem au VIe siècle, et sa citadelle.

La citadelle joue un rôle stratégique au cours de la première Grande Révolte contre Rome (66-70 de l'ère chrétienne), qui se solde par le siège de Jérusalem par différentes légions romaines, la conquête de la ville puis sa destruction. Au cours de cette première guerre judéo-romaine, le second temple de Jérusalem est détruit.
La citadelle de Jérusalem sert alors de caserne militaire aux Romains. La Xe Légion (Legio X Fretensis) profite de la protection que lui assurent les trois tours massives érigées par Hérode Ier. Le commandant de la légion est le futur empereur Titus, qui ordonne de les laisser intactes (Flavius Josèphe, La Guerre des Juifs VII, 1,1).
La citadelle est alors conquise et reconstruite à plusieurs reprises au cours des invasions : les Arabes à partir du VIIe siècle, les croisés au Moyen Âge, les Mamelouks au XIIIe siècle et les Ottomans.

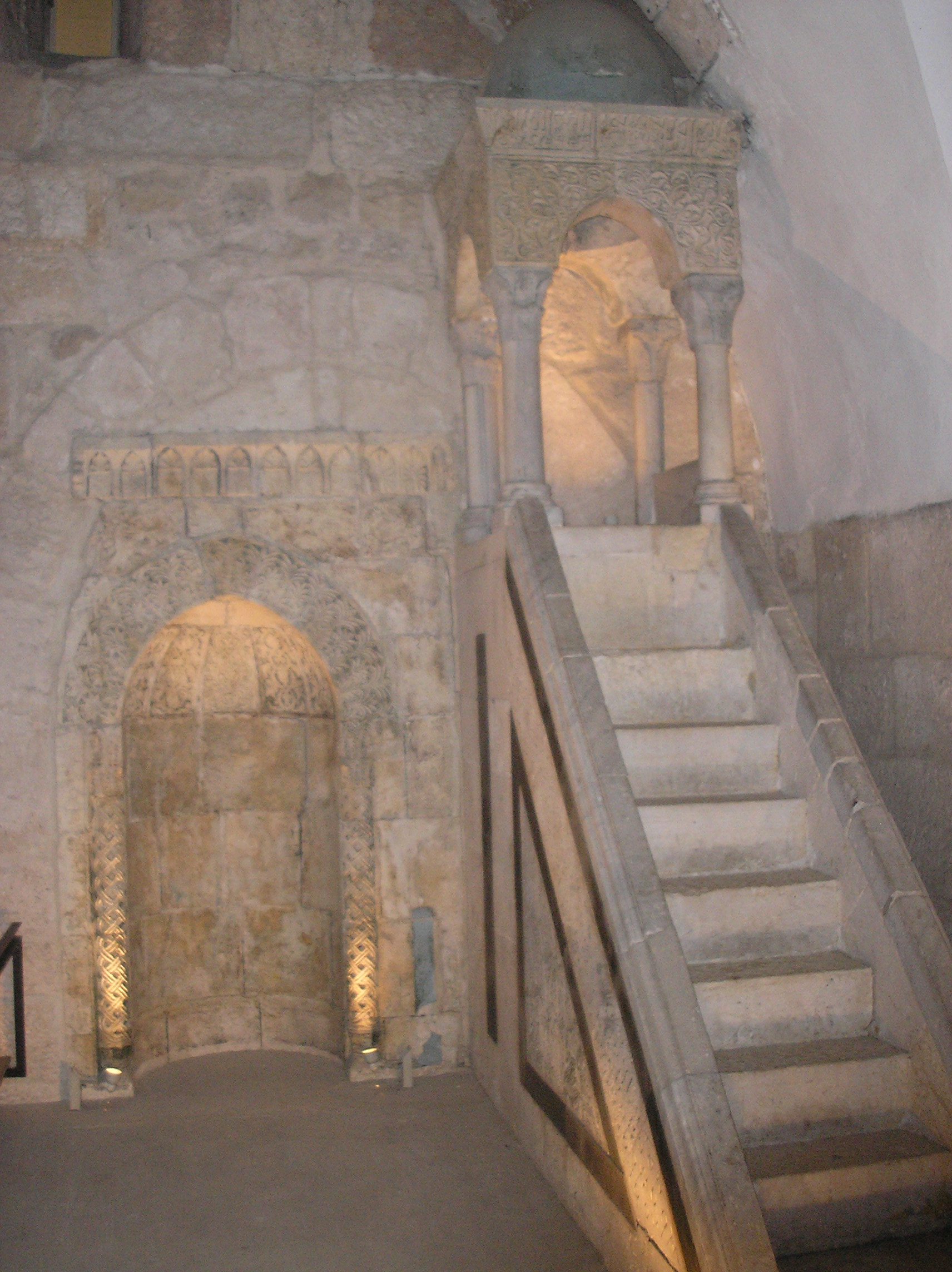
Une mosquée à l'intérieur de la citadelle datant de l'occupation ottomane.

Les Ottomans y installent une mosquée et son minaret, qui hérite de la dénomination tour de David et que l'on peut encore voir aujourd’hui.
Plus récemment, la citadelle a joué un rôle militaire dans le conflit en 1948 entre Israël et la coalition arabe. Depuis cet endroit stratégique, les Arabes pouvaient voir ce qui se passait de l’autre côté de la ligne d’armistice.

## Musée actuel
Depuis la Guerre de six jours en 1967, la citadelle reste sous contrôle d’Israël qui lui a donné un rôle culturel et de musée, le Musée d'Histoire de Jérusalem.
Le musée actuel retrace 5 000 ans d'événements marquants de la ville. La citadelle est aussi un site archéologique, qui rassemble des vestiges témoignant des grands bouleversements passés et de presque toutes les époques de la ville de Jérusalem.
Le 1er juin 2023, après six ans de rénovation, le musée de la Tour de David devient le musée officiel de la ville de Jérusalem.

## Vestiges architecturaux
Un premier relevé archéologique suivi de fouilles a été entrepris entre 1934 et 1947. Les fouilles sur le site sont poursuivies après la réunification de la ville, entre 1968 et 1988 et préparent l'ouverture de la citadelle aux visiteurs.
Chaque époque a marqué les fortifications. Dans les fondations de la citadelle sont ensevelies des fortifications datant de la fin de la période monarchique (VIIIe – VIe siècles av. J.-C.), de celles de l'époque du second temple, de la période byzantine, de la période arabe (VIIe – XIe siècles).
Les contours de la citadelle visibles de nos jours datent de la période des croisés ; la citadelle elle-même est établie lors du règne de Soliman le Magnifique, le sultan ottoman qui l'érigea vers le milieu du XVIe siècle et y incorporant les vestiges des forteresses antérieures des périodes ayyubide et mamelouke.

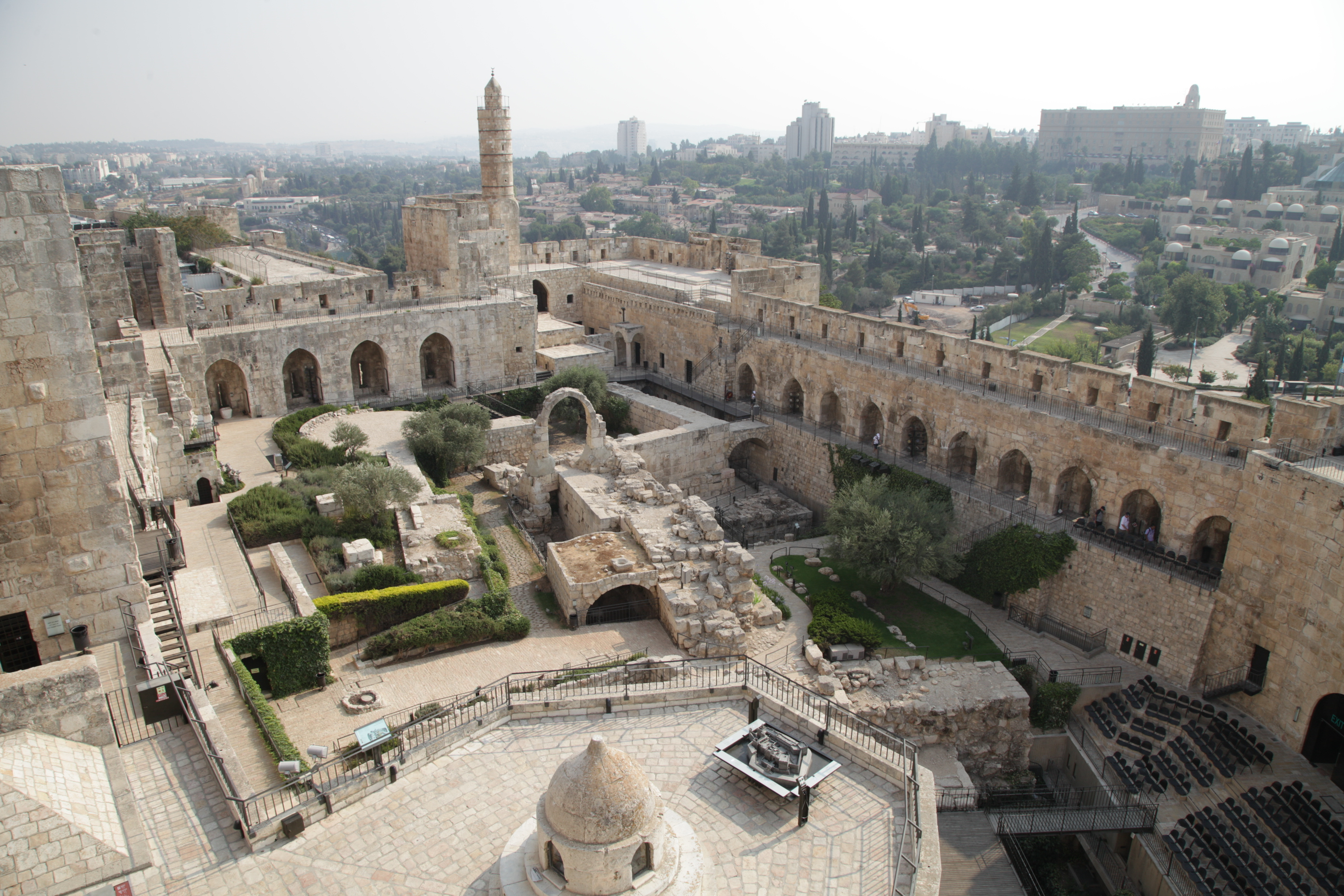
Depuis le haut de la citadelle, vue sur le jardin archéologique intérieur.
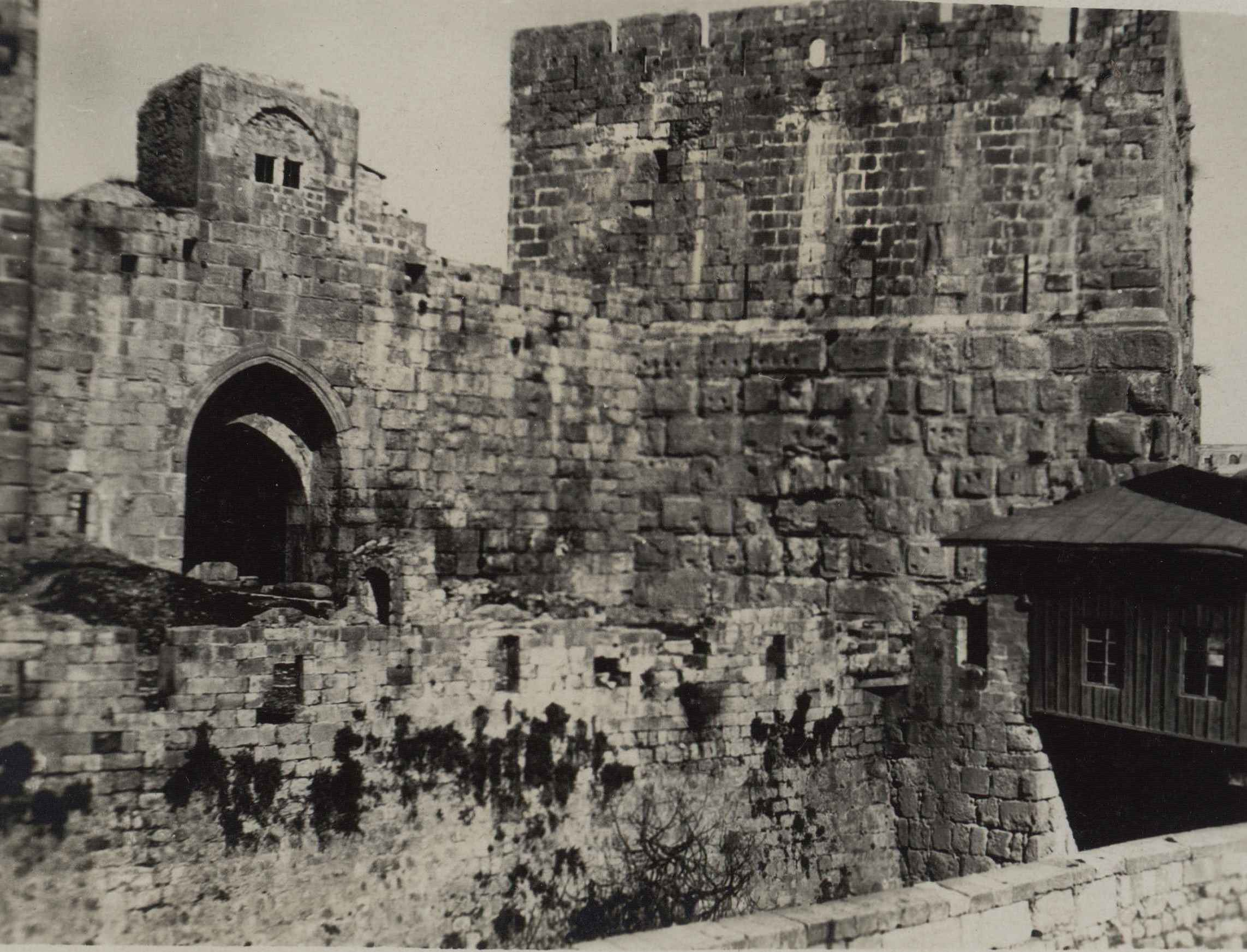
La Citadelle en 1911.
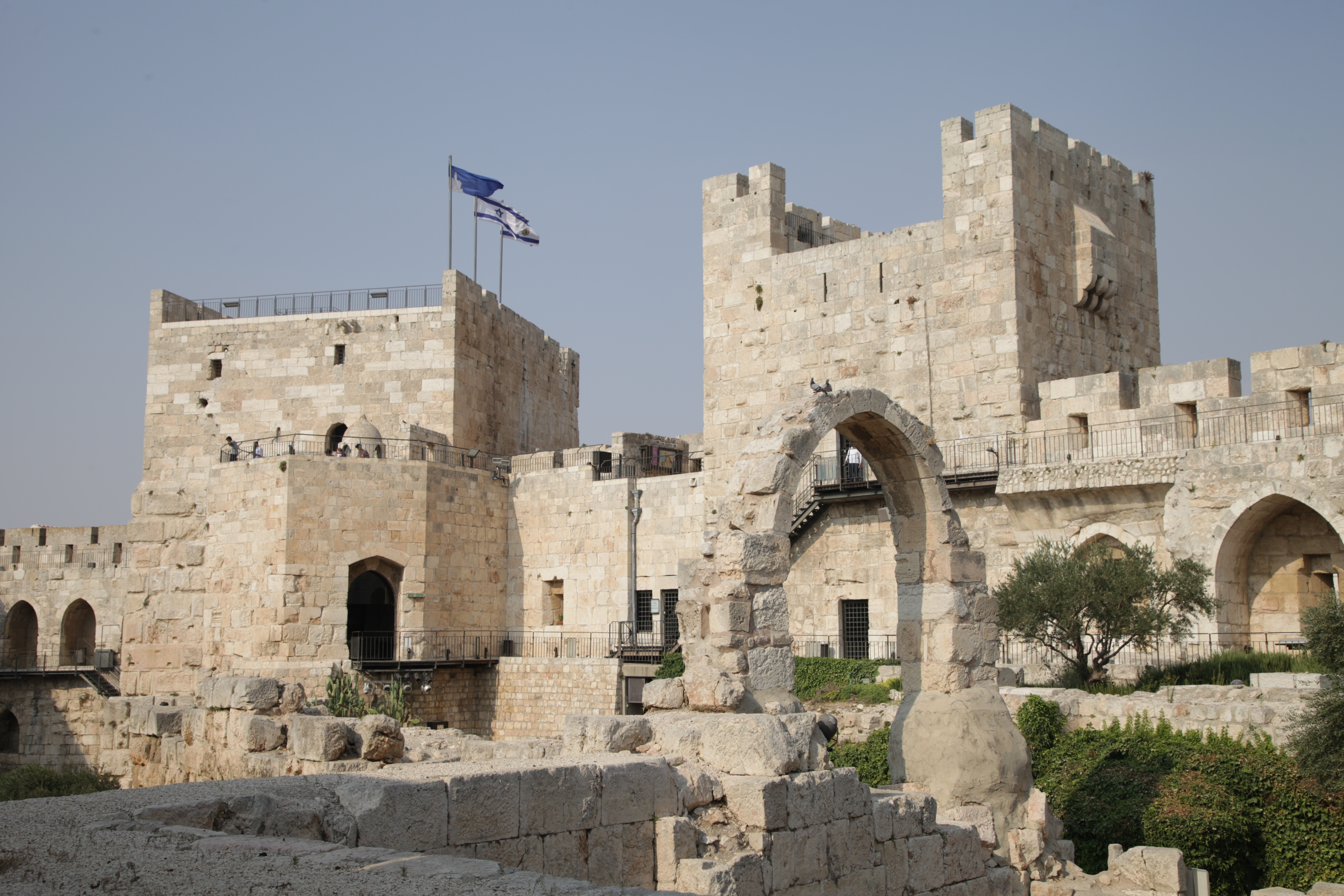
Tour de Phasaël (à gauche) depuis l'intérieur de la Citadelle.